# Meonstoke
Meonstoke est un village anglais situé dans le Hampshire.